# Zury Ríos Sosa

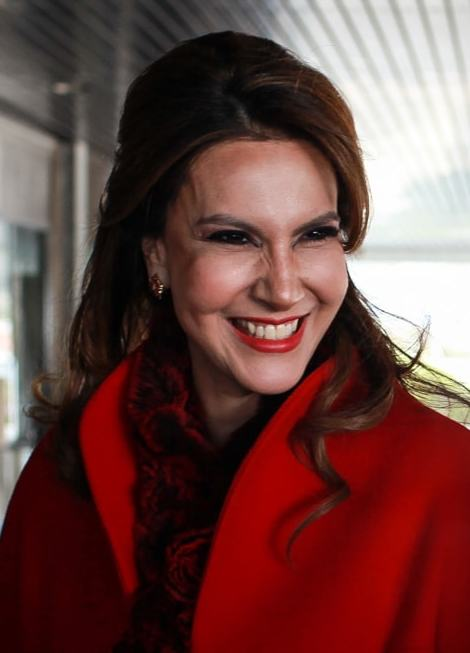
Zury Ríos Sosa

Zury Mayté Ríos Sosa (Guatemala-Stad, 24 januari 1968) is een conservatieve Guatemalteekse politica.
Zury Ríos Sosa is de dochter van Efraín Ríos Montt, die dictator was van Guatemala van 1982 tot 1983 en onder wiens regime massamoorden (genocide) op Maya-indianen plaatsvonden. Tijdens haar politieke loopbaan heeft Ríos Sosa daar nooit afstand van genomen. Van 1995 tot 2012 had zij zitting in het Congres van Guatemala voor de partij van haar vader, het FRG, later omgedoopt tot PRI. In deze periode heeft zij zich voornamelijk beziggehouden met gezondheidszorg en buitenlandse zaken. In 2003 was zij een van de organisatoren van zwarte donderdag, een gewelddadige demonstratie van FRG-supporters in Guatemala-Stad om het Hooggerechtshof onder druk te zetten haar vaders kandidaatstelling voor de verkiezingen te erkennen. In 2015 werd zij opnieuw in het Congres gekozen, ditmaal voor de VIVA.
In 2011 en 2015 deed Ríos vergeefs een gooi naar het presidentschap. In 2019 werd haar volgende poging verijdeld door het Grondwettelijk Hof. De grondwet staat niet toe dat de kinderen van plegers van een staatsgreep zich voor het hoogste politieke ambt verkiesbaar stellen. Een minderheid binnen het Hof ontwaarde echter een schending van Ríos' mensenrechten, terwijl zijzelf aangaf zich als vrouw gediscrimineerd te voelen. Het mocht niet baten. Eerder had het Hooggerechtshof de strenge wet proberen te omzeilen, maar de Opperste Kiesraad was daartegen met succes in beroep gegaan.
Vanaf 2004 was Ríos gehuwd met het Amerikaanse republikeinse congreslid Jerry Weller, haar vierde huwelijk. In 2020 trouwde zij opnieuw.